# 姫路運転区
姫路運転区（ひめじうんてんく）は、兵庫県姫路市にかつて存在した西日本旅客鉄道（JR西日本）の車両基地である。
本項では、姫路運転区の前身であり、日本貨物鉄道（JR貨物）乗務員区でもある姫路機関区（のちに姫路総合鉄道部に改組）についても記述する。

## 姫路運転区
1987年4月1日の国鉄分割民営化により、網干電車区（現在の網干総合車両所）姫路派出所と姫路機関区の検修部門が統合され、姫路運転区として発足した。
姫路駅の東側、播但線と山陽本線に挟まれた場所に存在し、転車台や扇形庫を備えていた。播但線（姫路駅 - 寺前駅間）、姫新線（姫路駅 - 上月駅間）での旅客客車の牽引や姫路駅構内での客車入換作業を主に担当していた。
姫路運転区には気動車・機関車・乗務員が所属していたが、1990年3月10日に姫路車掌区と統合し、姫路列車区が発足した。配置されていた大半の車両は、姫新線と播但線の運用を担当する姫路鉄道部と加古川線の運用を担当する加古川鉄道部に引き継がれた。

### 所属車両の車体に記される略号
近畿圏運行本部の略号である「近」と、姫路の電報略号である「ヒメ」から構成された「近ヒメ」であった。

### 所属車両
播但線・姫新線用
- キハ40・47形気動車

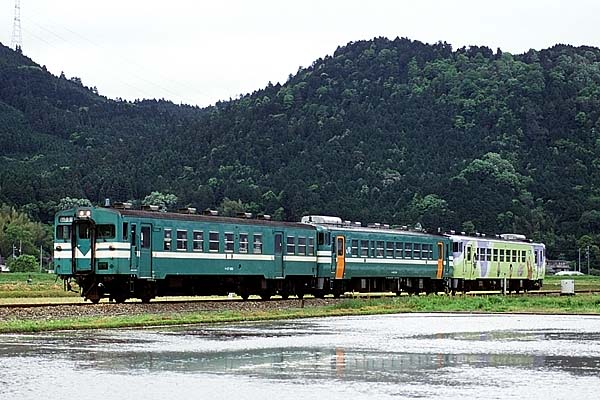
キハ37形気動車（加古川線）

- DE10形ディーゼル機関車（客車牽引・入換用）

加古川線・鍛冶屋線用
- キハ20形気動車
- キハ23形気動車
- キハ30・35形気動車
- キハ37形気動車

### 沿革
- 1987年（昭和62年）
  - 3月1日：国鉄分割民営化を控え、姫路機関区の検修部門・旅客列車運転部門を担当する姫路運転区が発足[3]。
  - 4月1日：国鉄分割民営化に伴い、西日本旅客鉄道（JR西日本）に継承、近畿圏運行本部の管轄になる[2]。
- 1990年（平成2年）3月10日：姫路運転区と姫路車掌区が統合され、姫路列車区が発足[1]。

## 姫路機関区

### 概要
山陽鉄道によって1888年に姫路機関庫として設置された。日本国有鉄道（国鉄）時代は大阪鉄道管理局に属し姫路機関区と称していたが、1946年に貨物列車および支線区担当の姫路第一機関区と旅客列車担当の姫路第二機関区に分離された。
1985年3月14日付で、姫路第一機関区は姫路機関区に、姫路第二機関区は姫路機関区姫路南派出所に改称され、車両配置は姫路機関区に、乗務員配置は姫路機関区と姫路機関区姫路南派出所となった。
さらに、加古川気動車区に所属していた気動車の計31両が1986年11月1日に姫路機関区に転属し、加古川線と鍛冶屋線が運用担当範囲に加えられた。さらに、姫路機関区姫路南派出所が網干電車区姫路派出所へと改称された。
国鉄分割民営化後は、姫路機関区の運転部門だけがJR貨物に引き継がれ、乗務員が所属していた。1994年3月には姫路貨物駅の開業に伴って同駅へ移転。1995年7月1日には姫路貨物駅等と機能を統合し、姫路総合鉄道部に改組された。
鉄道貨物協会発行の『貨物時刻表』2002年（平成14年）3月ダイヤ改正版 pp.240-241に掲載された「機関区・貨車区・車両所・保全区所在地」には姫路総合鉄道部の記載があるが、翌年の『貨物時刻表』2003年（平成15年）10月ダイヤ改正版 pp.242-243の「機関区・貨車区・車両所・保全技術センターなど所在地」には記載がなく、この間に廃止されたことになる。

### 設備
姫路機関庫は姫路駅南部に設置され、煉瓦積み40ft（約12.5m）転車台1基および2線の検修庫を備えていた。この転車台は2代目の転車台建設により撤去され、台桁を軍艦に見立てて日露戦争の兵士を歓送したとの逸話がある。
1906年の山陽鉄道国有化に伴う機関車の大型化のため、初代転車台の南側に新たな転車台が1903年に建設された。煉瓦およびコンクリートを用いた60ft（約18m）転車台で、その西寄りには15線の扇形庫を備えた。1921年に行われた更なる機関車大型化により、20m規模に改築された。
1929年には、機関庫規模拡大によって3代目となる転車台が建設された。改修後の2代目とほぼ同様の規模である19.38m規格の転車台で、姫路駅東部、山陽本線と播但線の分岐点付近に設置され、転車台北寄りには扇形庫を備えた。1946年に改修が行われ、20m規模転車台となった。
1946年の組織改正時には、3代目転車台周辺を姫路第一機関区、2代目転車台付近を姫路第二機関区とした。
2代目転車台は1970年代ごろには撤去されたが、3代目転車台および機関庫はその後も活用され、のちの姫路運転区発足時も現役であった。

### 所属車両の車体に記される略号
旅客車は大阪鉄道管理局の略号である「大」と、姫路の電報略号である「ヒメ」から構成された「大ヒメ」で、機関車は姫路を示す「姫」である。
姫路第一機関区と姫路第二機関区が存在した当時の略号は、それぞれ「姫一」「大ヒメ一」と「姫二」であった。

### 所属車両
1931年1月末時点では、姫路機関庫に500形・8620形・C51形・5900形、D50形・6000形・6400形・6700形の蒸気機関車が合計47両配属されていたが、これは吹田機関庫以西、広島機関庫以東では最大の両数であった。
1944年3月末時点では、姫路機関区にC10形・C11形・C53形・C59形、D50形・D51形・B50形・C50形の蒸気機関車が合計70両も配属され、山陽本線を中心に引き続き鉄道の要衝として重要な拠点を形成していた。
1959年3月末時点では、姫路第一機関区に9600形蒸気機関車が5両 (19663, 19665, 29625, 29635, 39653) 、C11形蒸気機関車が16両 (177, 178, 179, 190, 213, 222, 278, 280, 292, 311, 314, 331, 342, 343, 363, 364) 、D52形蒸気機関車が15両 (56, 136, 138, 142, 148, 202, 203, 204, 229, 232, 235, 340, 404, 405, 468) 、D62形蒸気機関車が1両 (8) 配置され、姫新線や播但線の客車・貨車牽引、山陽本線の貨物牽引などに使用された。姫路第二機関区には山陽本線旅客列車牽引用としてC59形蒸気機関車が14両 (8, 101 - 104, 108, 116, 118, 125, 167, 179, 180, 188, 189) 配置されていた。
1959年から1960年にかけて山陽本線姫路以西の電化が進行していくと、C59形、D52形、D62形は用途を失い、岡山機関区や広島機関区、門司機関区などへの転配や廃車となり、姫路第二機関区は乗務員区として存続するものの車両の配置はなくなった。
1964年度には、蒸気機関車置き換え用として姫路第一機関区にDD13形ディーゼル機関車の、1971年度にはDE10形ディーゼル機関車の配置が開始された。1971年3月31日時点で蒸気機関車はC11形が10両（177 - 179・278・292・305・311・331・345・363号機）所属するのみとなった。1972年に播但線でのC11形運用が終了し、1972年度中に蒸気機関車は全廃された。
電気機関車の配置は基本的になかったが、乗務員訓練のためにEF60 88（吹田第二機関区）が新製後しばらくした1965年2月8日から21日まで姫路第一機関区に、EF90 1（下関運転所）が1967年に姫路第二機関区に貸し出されることがあった。
1980年度には、姫路第一機関区にキハ40形が11両 (2077 - 2084・2090 - 2092) とキハ47形が8両 (137 - 140・1091 - 1094) 配置された。
C11形蒸気機関車292号機が東京のSL広場に保存展示されている。

DD13形ディーゼル機関車は国鉄分割民営化までに全廃された。1986年11月1日付で、加古川気動車区に所属する31両の気動車が転入した。国鉄分割民営化時には、以下の車両がJR西日本に継承された。
- DE10形：15両（1066 - 1070・1074・1078・1092・1103・1149 - 1152・1156・1163号機）
- キハ40形：10両（2077 - 2083・2090 - 2092号）
- キハ47形：17両（25・26・137 - 141・1009・1010・1026・1028・1064・1091 - 1094・1096号）
- キハ20形：5両（518 - 522号）
- キハ23形：6両（20 - 22・26・27・506号）
- キハ30形：6両（63・69 - 73号）
- キハ35形：5両（123・137・156・157・167号）
- キハ37形：2両（1・1001号）

### 沿革
- 1888年（明治21年）12月1日：山陽本線（明石駅 - 姫路駅間）開業を前にして山陽鉄道によって姫路機関庫が発足。
- 1906年（明治39年）12月1日：山陽鉄道の国有化により、官設鉄道が姫路機関庫を継承。
- 1936年（昭和11年）9月1日：姫路機関区に改称。
- 1946年（昭和21年）4月15日：姫路機関区を姫路第一機関区と姫路第二機関区に分離[12]。
- 1985年（昭和60年）3月14日：姫路第一機関区を姫路機関区に、姫路第二機関区を姫路機関区姫路南派出所に改称[4]。
- 1986年（昭和61年）11月1日：姫路機関区姫路南派出所が網干電車区姫路派出所に改称[6]。
- 1987年（昭和62年）
  - 3月1日：姫路機関区の検修部門・旅客列車運転部門を姫路運転区として分離[13]。
  - 4月1日：国鉄分割民営化により、姫路機関区が日本貨物鉄道（JR貨物）の所属となる[14]。
- 1994年（平成6年）3月：姫路貨物駅の開業に伴い、同駅へ移転。
- 1995年（平成7年）7月1日：姫路総合鉄道部に改組[7]。
- 2003年（平成15年）10月：2002年（平成14年）3月以降遅くともこの頃までに廃止。